# Sandra Leupold

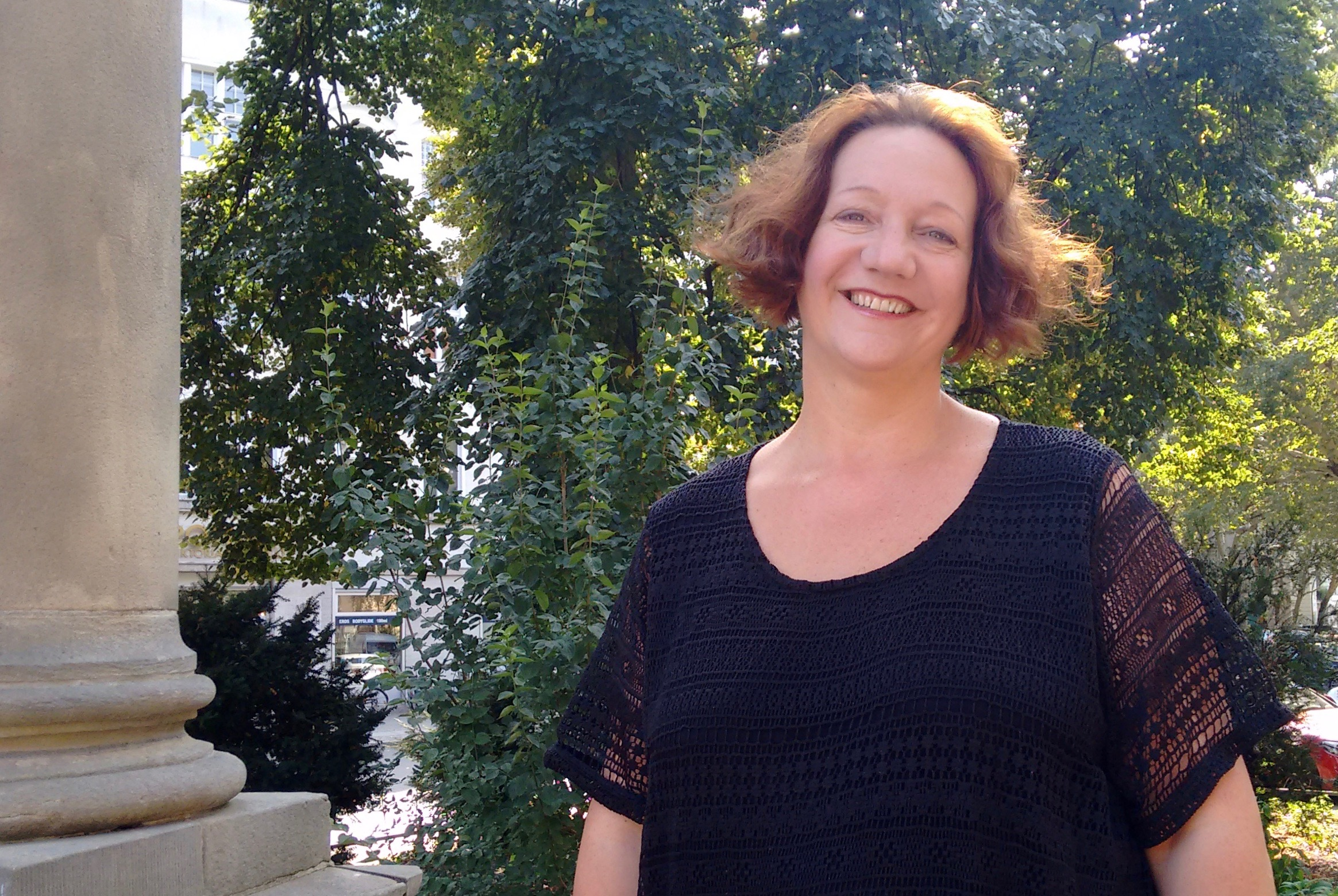
Sandra Leupold (2018)

Sandra Leupold (* im 20. Jahrhundert in Berlin) ist eine schweizerisch-deutsche Theater- und Opernregisseurin.

## Leben
Sandra Leupold ist die Tochter von Franca Leupold Cedraschi (* 1938) aus Chur. Nach der Matura studierte sie zunächst Musikwissenschaft bei Carl Dahlhaus an der TU Berlin und dann Opernregie u. a. bei Peter Konwitschny und Ruth Berghaus an der Hochschule für Musik „Hanns Eisler“ Berlin. Als persönliche Regiemitarbeiterin arbeitete sie mit George Tabori, Hans Neuenfels, Jürgen Rose und Karl-Ernst Herrmann zusammen.
Ihre Inszenierung von Mozarts Don Giovanni, die sie an der Kulturbrauerei Berlin als „dramma giocoso in 2 Akten für 8 Sänger, 7 Stühle und Orchester“ herausbrachte, wurde 2001 aufgeführt. Danach inszenierte sie an weiteren Opernhäusern im deutschsprachigen Raum. Neben dem Repertoire widmet sie sich auch der Barockoper und der Neuen Musik.
Im Sommersemester 2013 war Leupold Inhaberin der internationalen und interdisziplinären Klara-Marie-Faßbinder-Gastprofessur für Frauen- und Geschlechterforschung, die vom Land Rheinland-Pfalz getragen wird.
Für ihre Aufführungen wurde sie dreizehnmal von der Fachzeitschrift Opernwelt in den Kategorien „Regisseurin“, „Nachwuchskünstlerin“, „Aufführung“ und „Produktion des Jahres“ nominiert. Für ihre Inszenierung von Don Carlo am Theater Lübeck wurde sie 2014 mit dem Faust-Theaterpreis ausgezeichnet. 2018 erhielt sie für ihre Inszenierung von Die Zauberflöte am Theater Erfurt den Publikumspreis.
Das Archiv der Akademie der Künste (Berlin) dokumentiert bereits seit 2006 systematisch Leupolds Inszenierungen und ehrt die Regisseurin 2020 mit der Einrichtung eines Sandra-Leupold-Archivs.

## Inszenierungen (Auswahl)
- 1996: Don Quichotte auf der Hochzeit des Comacho, Oper Leipzig, KT
- 1998: A Midsummer Night's Dream (opera), Theater Karlshorst und Hochschule für Musik Hanns Eisler Berlin
- 1999: Les Boréades (Jean-Philippe Rameau), Royal Albert Hall London
- 2000: L’Antiope (Carlo Pallavicino), Dresdner Musikfestspiele und Händel-Festspiele Halle
- 2000: Dido and Aeneas, Kroatisches Nationaltheater in Zagreb und in Varaždin
- 2001: Don Giovanni, Kulturbrauerei Berlin
- 2002: Scipione Africano (Francesco Cavalli), Altes Stadtbad Saarbrücken
- 2003: Così fan tutte, Cantiere Internazionale d’Arte Montepulciano
- 2003: Meine Träume schaffe(n) (m)ich (UA) / Europera 4 (John Cage), Deutsche Oper Berlin
- 2004: In the sky I am walking (Karlheinz Stockhausen), Kleine Szene der Sächsischen Staatsoper Dresden
- 2005: Das schlaue Füchslein, Theater Freiburg
- 2005: Don Giovanni, Theater Heidelberg
- 2005: L’incoronazione di Poppea, Landestheater Eisenach
- 2006: Orfeo ed Euridice, Theater Chur
- 2006: Gianni Schicchi / Trouble in Tahiti (Leonard Bernstein), Stadttheater Luzern
- 2007: Pelléas et Mélisande, Staatstheater Mainz
- 2007: Der göttliche Tivoli, dt. EA (Per Nørgård), Theater Lübeck und 2009 Stadttheater Bern
- 2007: Tosca, Staatstheater Wiesbaden
- 2008: Ariane et Barbe-Bleue (Paul Dukas), Oper Frankfurt
- 2008: Erwartung, Oper Leipzig
- 2008: Parsifal, Staatstheater Mainz
- 2009: Pique Dame, Oper Kiel
- 2009: Il Tigrane, dt. EA (Alessandro Scarlatti), Staatstheater Saarbrücken
- 2009: L’oracolo (Franco Leoni) / Le Villi, Oper Frankfurt
- 2010: Lucia di Lammermoor, Staatsoper Hamburg
- 2010: Tannhäuser, Staatstheater Mainz
- 2011: La finta giardiniera, Wilhelma Theater Stuttgart
- 2012: Song Books (John Cage) Staatsoper Berlin im Schiller Theater (Werkstatt)
- 2013: La Gerusalemme liberata (Carlo Pallavicino), Staatstheater Mainz
- 2013: Don Carlo, Theater Lübeck
- 2015: L’arbore di Diana, Marionettenoper Heidelberg
- 2016: Così fan tutte, Theater Lübeck
- 2016: Carmen, Staatstheater Darmstadt
- 2017: Der Freischütz, Theater und Orchester Heidelberg
- 2017: Die Zauberflöte, Theater Erfurt
- 2018: Luci mie traditrici, Theater Lübeck
- 2018: Werther, Theater Lübeck
- 2019: Projekt 1719. Elefanten in Erlangen  ... und dann? Markgrafentheater Erlangen (Internationales Figurentheater-Festival)
- 2020: Pimpinone oder Die ungleiche Heirat, Telemann-Festtage Magdeburg
- 2022: Der fliegende Holländer, Oper Graz
- 2022: La Traviata, Theater Stralsund
- 2023: Woyzeck, Fassung von Robert Wilson / Tom Waits / Kathleen Brennan, Theater Baden-Baden

## Ehrungen und Auszeichnungen
- 2001: Don Giovanni, opernwelt-Nominierungen als Nachwuchskünstlerin des Jahres und Aufführung des Jahres
- 2003: Così fan tutte, opernwelt-Nominierung als Regisseurin des Jahres
- 2005: Don Giovanni, zweifache opernwelt-Nominierung als Aufführung des Jahres
- 2007: Pelléas et Mélisande, opernwelt-Nominierung als Regisseurin des Jahres
- 2008: Parsifal, zweifache opernwelt-Nominierung als Aufführung des Jahres
- 2013: La Gerusalemme liberata, opernwelt-Nominierung als Regisseurin des Jahres
- 2013: Don Carlo, Deutscher Theaterpreis Der Faust 2014 für Beste Regie Musiktheater
- 2016: Carmen, opernwelt-Nominierung als Aufführung des Jahres
- 2016: Così fan tutte, opernwelt-Nominierung als Regisseurin des Jahres
- 2017: Der Freischütz, opernwelt-Nominierung als Regisseurin des Jahres
- 2018: Die Zauberflöte, Publikumspreis Theater Erfurt für die beste Inszenierung der Spielzeit
- 2019: Werther, opernwelt-Nominierung als Regisseurin des Jahres